# Хју Бенет
Хју Бенет (енгл. Huw Bennett; 11. јун 1983) бивши је велшки рагбиста. У млађим селекцијама играо је за Енглеску до 16 и до 18 година, а за репрезентацију Велса до 19 и до 21 године. За сениорску репрезентацију Велса дебитовао је против Ирске у пријатељској утакмици 2003. На светском првенству исте године, одржаном у Аустралији играо је против Канаде и Тонге. У купу шест нација 2014., играо је против Шкотске и Француске. На светском првенству 2007., играо је у утакмици против Јапана. Играо је и на светском првенству 2011., када је Велс освојио четврто место. У мечу купа шест нација 2012. повредио је Ахилову тетиву, због чега ће касније бити промаран да престане да игра рагби. 11. маја 2014., запослио се као кондициони тренер у стручном штабу репрезентације Велса.